# Potanthus
Potanthus är ett släkte av fjärilar. Potanthus ingår i familjen tjockhuvuden.

## Bildgalleri

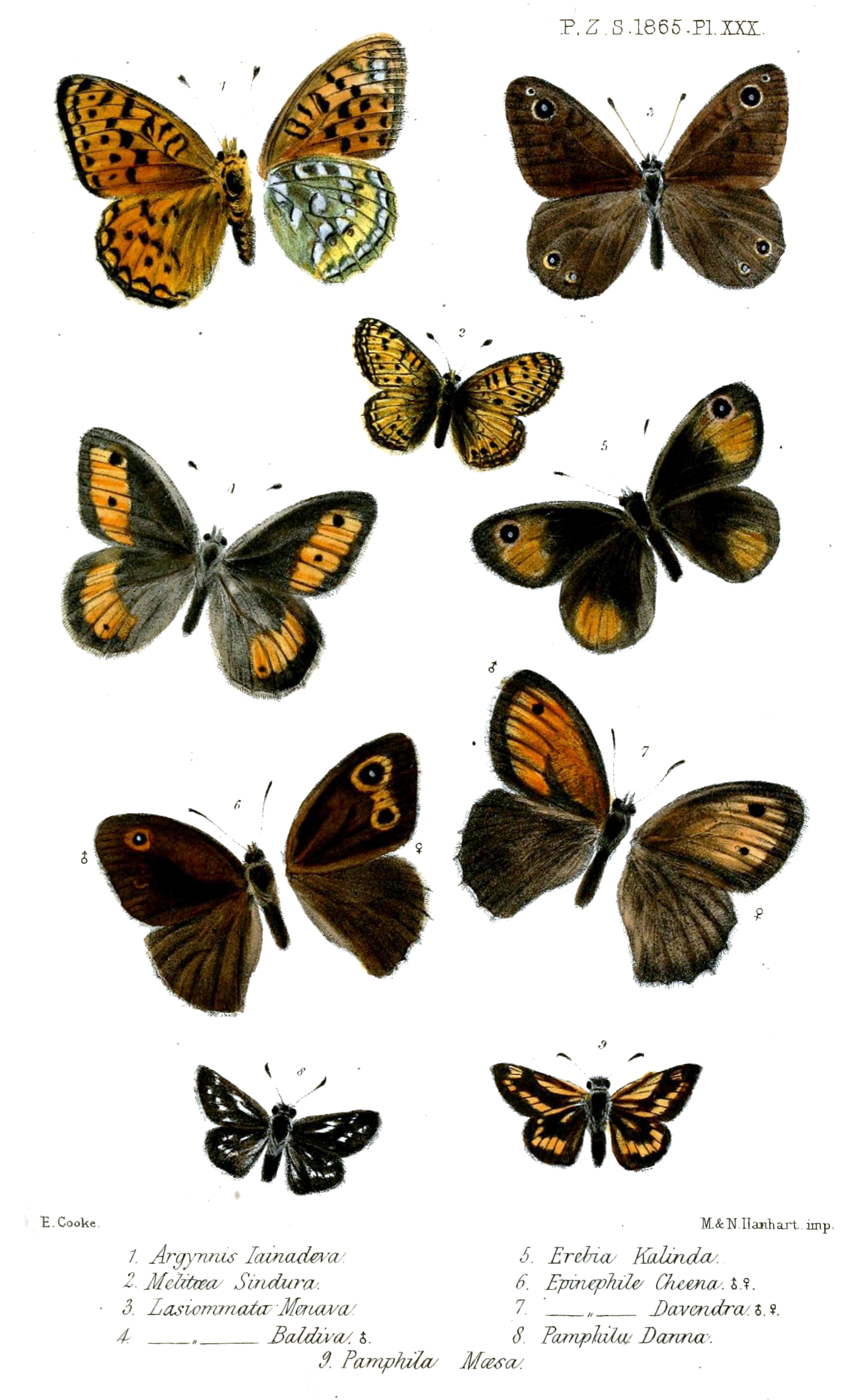
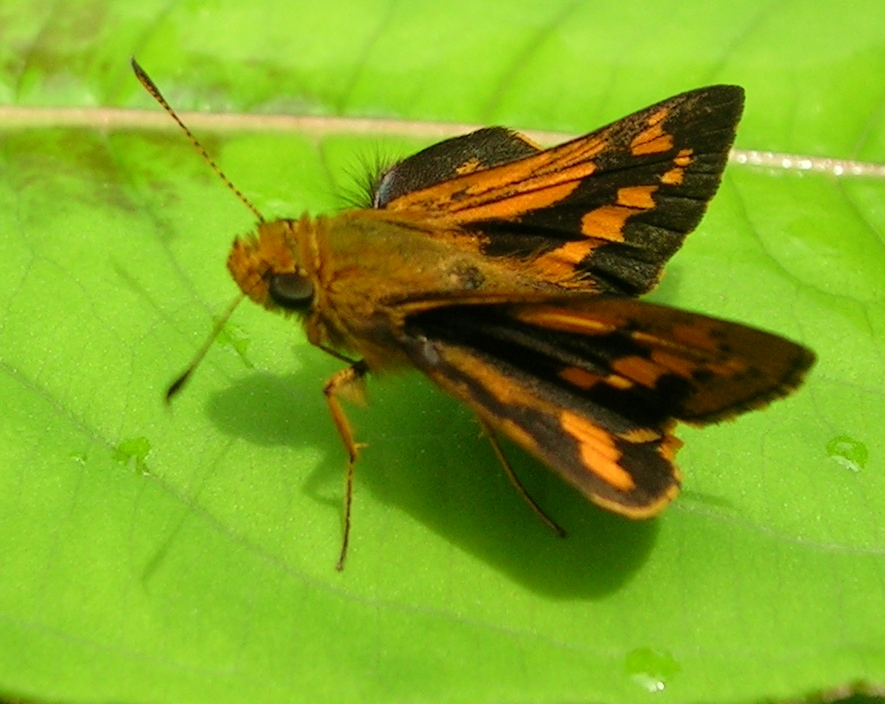
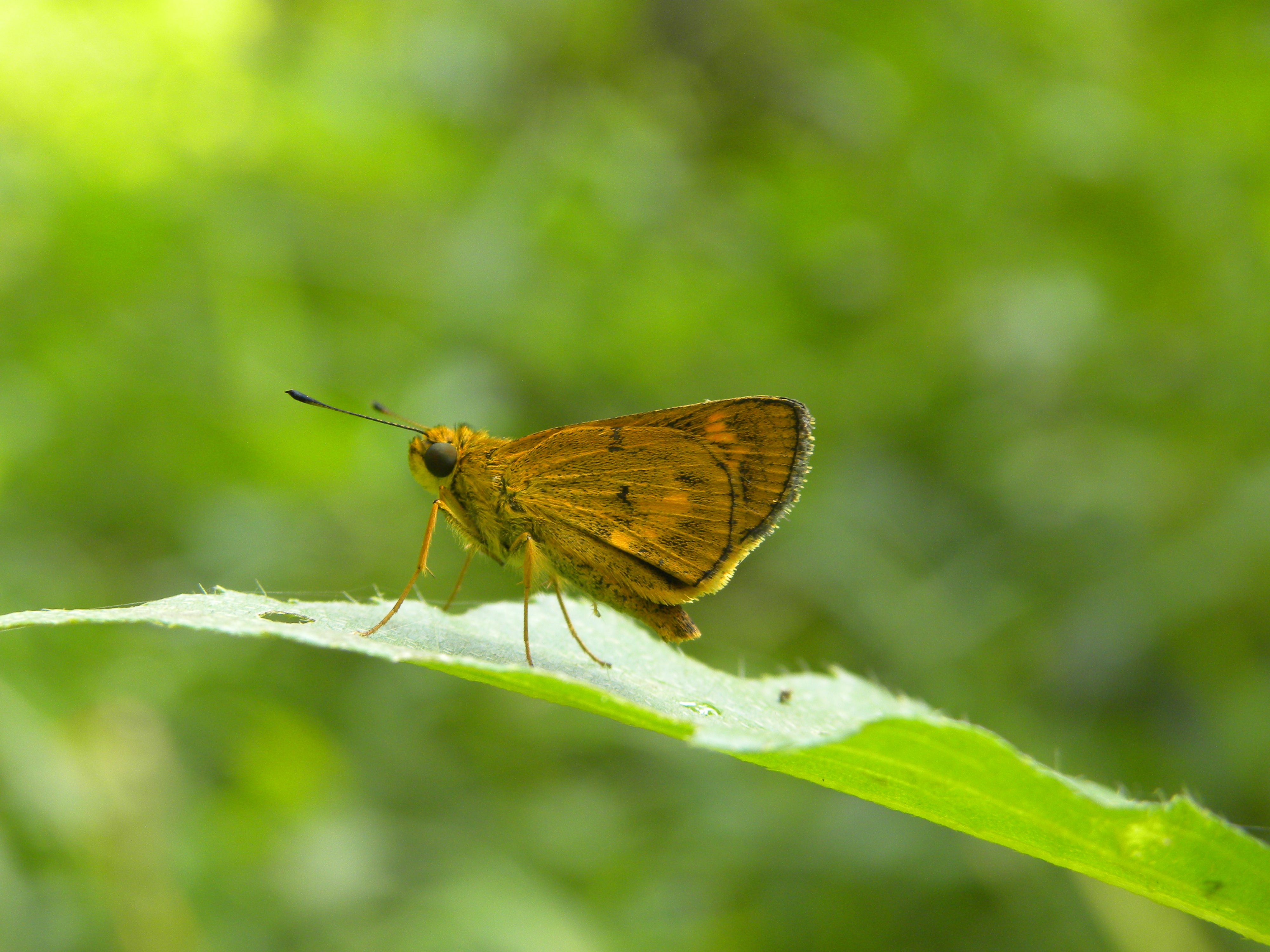
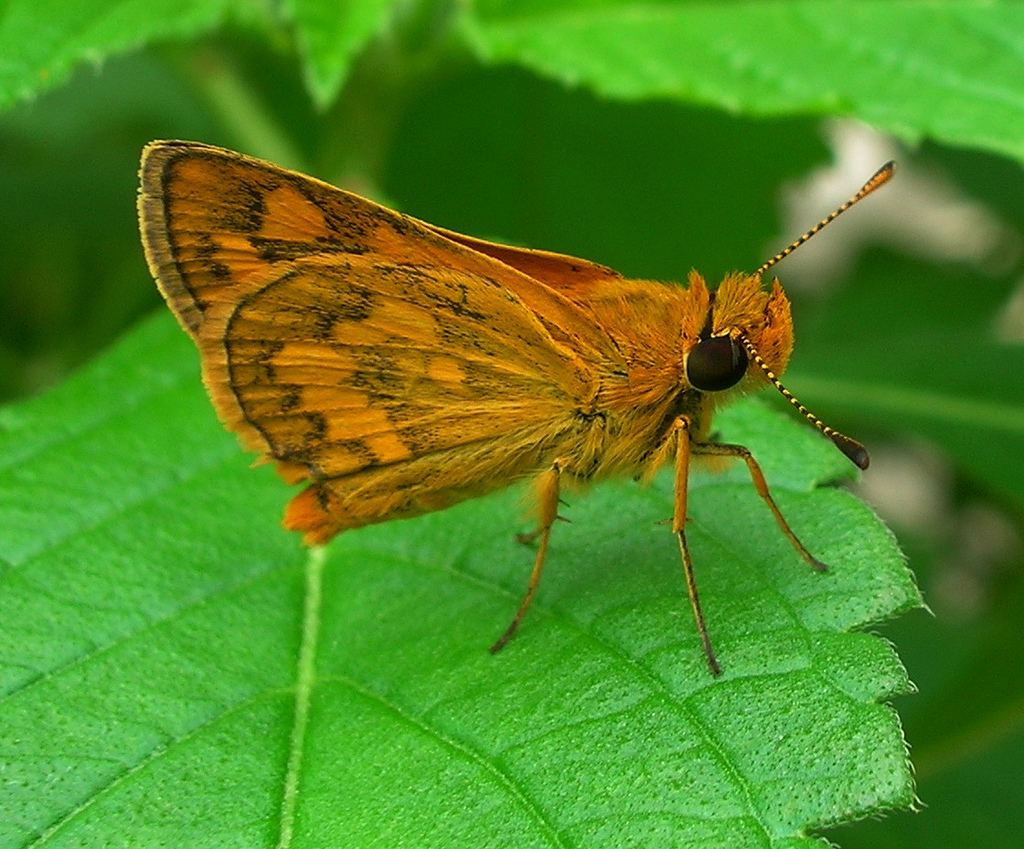
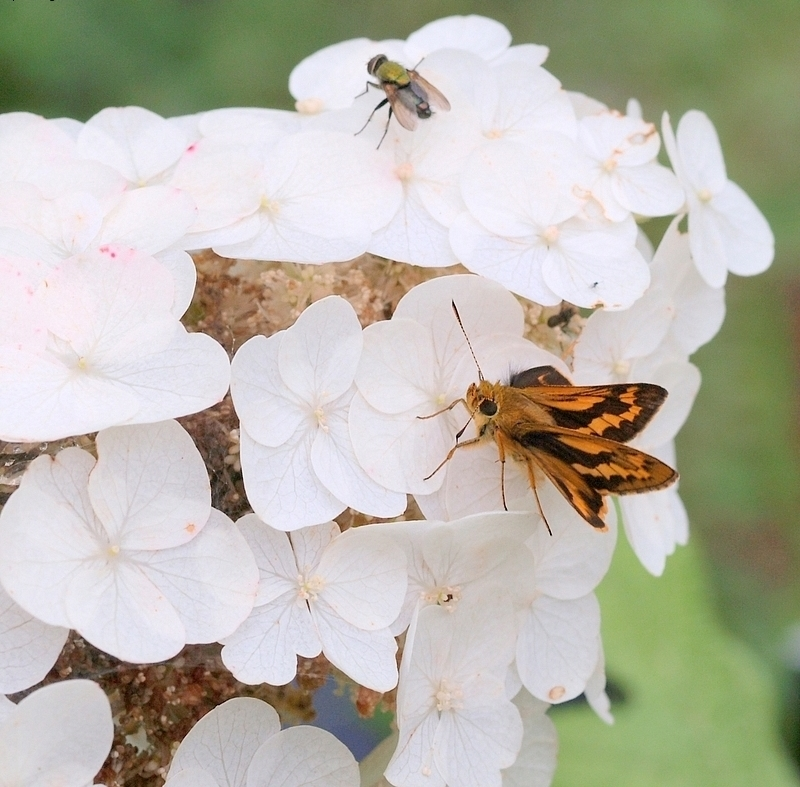
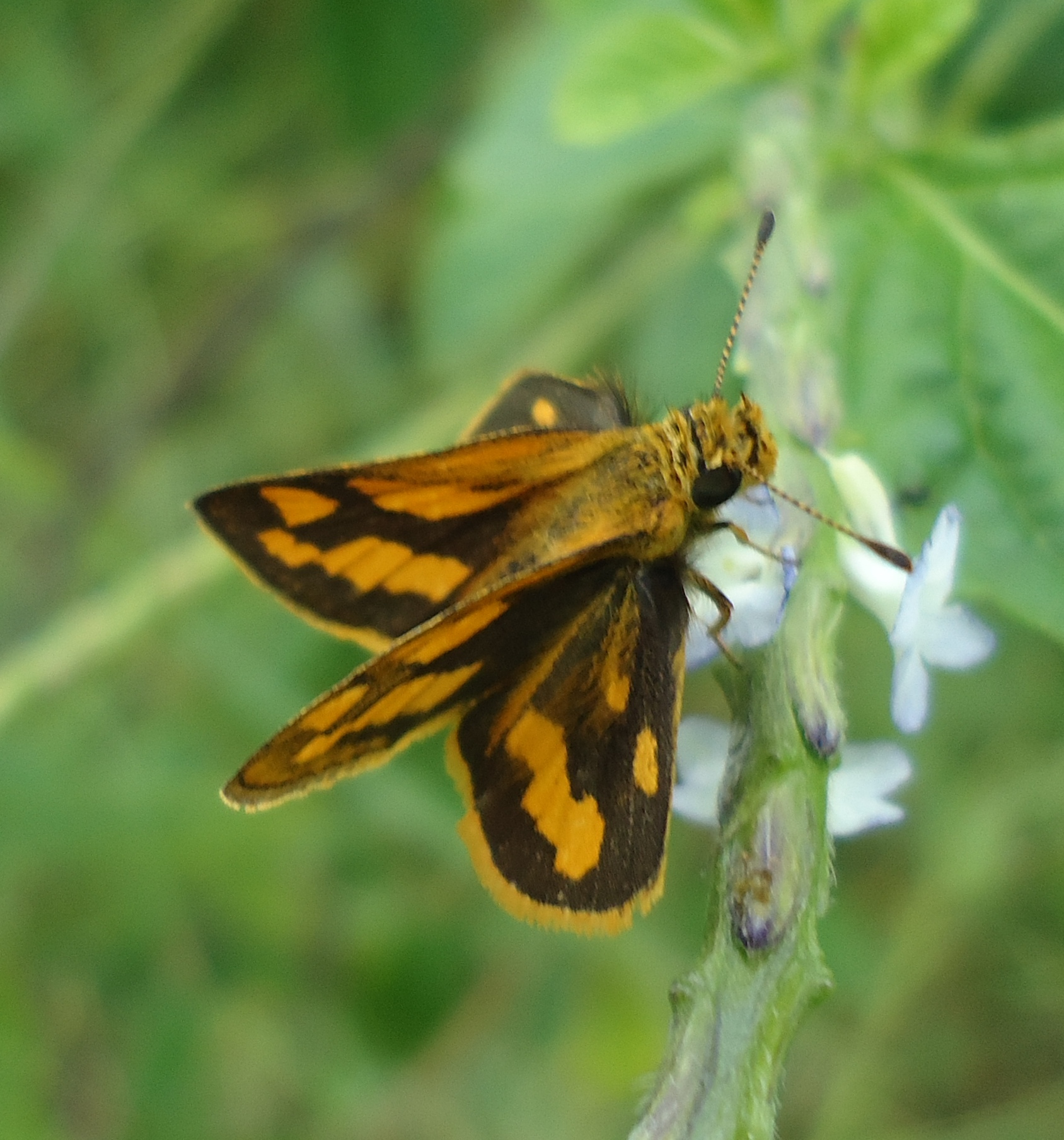

## Dottertaxa tillPotanthus, i alfabetisk ordning[1]
- Potanthus afer
- Potanthus ahastina
- Potanthus ahrendti
- Potanthus ajax
- Potanthus alcon
- Potanthus alma
- Potanthus alpha
- Potanthus amor
- Potanthus angustata
- Potanthus bione
- Potanthus cakka
- Potanthus cato
- Potanthus chariyawa
- Potanthus chloe
- Potanthus clio
- Potanthus confucius
- Potanthus copia
- Potanthus dara
- Potanthus diana
- Potanthus dilutior
- Potanthus dina
- Potanthus dushta
- Potanthus euria
- Potanthus fettingi
- Potanthus flava
- Potanthus flavoguttata
- Potanthus fraseri
- Potanthus freda
- Potanthus ganda
- Potanthus hetaerus
- Potanthus ilion
- Potanthus ino
- Potanthus japonica
- Potanthus juno
- Potanthus kansa
- Potanthus lena
- Potanthus lesbia
- Potanthus luzonensis
- Potanthus lydia
- Potanthus maesa
- Potanthus maesina
- Potanthus maesoides
- Potanthus mara
- Potanthus marla
- Potanthus menglana
- Potanthus mingo
- Potanthus nala
- Potanthus nesta
- Potanthus netta
- Potanthus nikaja
- Potanthus nina
- Potanthus niobe
- Potanthus nita
- Potanthus nitida
- Potanthus omaha
- Potanthus omeia
- Potanthus orfitus
- Potanthus ottala
- Potanthus ottalina
- Potanthus pallida
- Potanthus palnia
- Potanthus pamela
- Potanthus paula
- Potanthus pava
- Potanthus pavor
- Potanthus phoebe
- Potanthus pseudomaesa
- Potanthus purpura
- Potanthus rabida
- Potanthus rasana
- Potanthus rectifasciata
- Potanthus sapitana
- Potanthus satra
- Potanthus serina
- Potanthus sita
- Potanthus sravasta
- Potanthus sumatrensis
- Potanthus sutrana
- Potanthus tanya
- Potanthus taxilus
- Potanthus trachala
- Potanthus tropica
- Potanthus tytleri
- Potanthus upadhana
- Potanthus wilemanni
- Potanthus yojana
- Potanthus zatilla
- Potanthus zebra